# Punktor
Punktor, znak wypunktowania – w typografii to symbol lub glif stosowany do wyróżnienia elementów w spisie zredagowanym w formie nienumerowanej listy. Treści poprzedzone punktorem nazywa się „punktami” i zwykle nie są one opatrzone interpunkcją końcową (przecinkiem, średnikiem, kropką), o ile nie są pełnymi zdaniami.

## Przykłady
Gdy elementy wypunktowania są krótkie i mają charakter nominalny (wyrazy lub wyrażenia), powinniśmy je zapisywać od małej litery i możemy na ich końcach nie stawiać żadnego znaku interpunkcyjnego. Środkiem typograficznym – mocniejszym od przecinka czy średnika – jest tu światło pustego wiersza.

Wyrazy lub wyrażenia:
- punkt pierwszy
- punkt drugi
- punkt trzeci.

Gdy punkty są zdaniami, powinno się je otwierać wielką literą i zamykać kropką.

Pełne zdania:
- Oto tekst punktu. Zauważ punktor na lewo od niego.
- Oto inny punkt – i on jest poprzedzony punktorem.
Za to ten wiersz stanowi część składową drugiego punktu i nie ma osobnego punktora.
- Oto punkt trzeci. Poprzedzony jest nowym punktorem.

Nagłówek listy powinien się kończyć dwukropkiem. Na tym samym poziomie hierarchii wyliczenia (wypunktowania) nie należy mieszać punktów stanowiących zdania i niebędących zdaniami.

## Zastosowanie
Punktor jako znak w XX i XXI wieku zazwyczaj był i nadal jest używany w tekstach technicznych, encyklopediach i innych pracach streszczających, gdzie istnieje potrzeba zwięzłego wyszczególnienia w postaci krótkich, osobno wyrażonych, aczkolwiek powiązanych treści (bez numerowania ich), na przykład w prezentacjach wyświetlanych na ekranie przed widownią czy w instrukcjach obsługi.
Są to zazwyczaj kilkuwyrazowe ujęcia, opisy lub krótkie akapity. Przewodnią tezą zastosowania takiej formy wyszczególnienia (zamiast tabeli lub zwykłego tekstu z interpunkcją) jest potrzeba powiązania kilku rzeczy pod jednym ogólnym nagłówkiem lub w jednej nazwanej kategorii.

## Znak punktora
W kaligrafii czy piśmie odręcznym punktory można wyrazić w dowolny sposób. Przed rozpowszechnieniem oprogramowania komputerowego punktory często zaznaczano asteryskiem. Z tego powodu niektóre programy (np. kod Wikipedii) automatycznie zamieniają odpowiednio zlokalizowane asteryski na rzeczywiste punktory (np. te wstawione na początku wiersza).
Szereg znaków (symboli) jest konwencjonalnie uznawanych jako punktory w prostych dokumentach tekstowych, np. - (dywiz), * (asterysk), · (kropka środkowa), a nawet o (mała litera O). W unikodzie punktor ma oznaczenie U+2022. W kodzie HTML jest on zdefiniowany za pomocą odwołania znakowego &bull; lub &#x2022;, które wyświetla: •. Jednak semantyka HTML-a wymaga, aby punkty zostały wyrażone odpowiednim znacznikiem <li> (list item, element listy), jeżeli stosowane są w ramach nienumerowanej listy <ul> (unordered list, lista nieuporządkowana), na przykład:
```
<
ul
>

  
<
li
>
pierwszy punkt
</
li
>

  
<
li
>
drugi punkt
</
li
>

</
ul
>

```

daje w rezultacie listę:

- pierwszy punkt
- drugi punkt

Wygląd punktora nie ogranicza się kształtem tylko do czarnej kropki; w unikodzie występuje także punktor trójkątny: ‣ (U+2023), co przedstawia poniższa tabela:
| Znak | Unicode | Kod HTML                        | Nazwa unikodowa   | Nazwa polska      |
| ---- | ------- | ------------------------------- | ----------------- | ----------------- |
| •    | U+2022  | &bull; lub &#x2022; lub &#8226; | BULLET            | punktor           |
| ‣    | U+2023  | &#x2023; lub &#8227;            | TRIANGULAR BULLET | punktor trójkątny |
| ·    | U+00B7  | &middot; lub &#xB7; lub &#183;  | MIDDLE DOT        | kropka środkowa   |

## Użycie w programach komputerowych
Typowe oprogramowanie do redagowania tekstu (ang. word processor), np. Microsoft Word, oferuje wachlarz punktorów o rozmaitych sylwetkach, w tym karo, ptaszek (ang. check, check mark) czy różnego rodzaju strzałki, a nawet sylwetki stylizowanych dłoni z wyciągniętym palcem wskazujących, wiele z nich udostępnionych w rozmaitych barwach. To samo tyczy się odwołań znakowych w kodzie HTML wyrażonych numerycznie.
Przeglądarka internetowa Firefox, podczas powielania metodą kopiuj-wklej punktora wyrażonego kodem HTML, automatycznie zapisuje ten kod w formie asterysku (*), małej litery (o), znaku dodawania (+) czy znaku numerowania (#) w zależności od stopnia zagnieżdżenia punktów i ich punktora.
Wikipedia stosuje asterysk (*) jako punktor w wikizacji (wstawianiu tagów redakcyjnych, sterujących układem tekstu i szatą graficzną artykułu). Wiele innych systemów Wiki opartych na podobnym czy tym samym oprogramowaniu (MediaWiki) działa identycznie.
W wielu interfejsach graficznych (GUI) punktor uzyskuje się kombinacją klawiszy jednocześnie naciśniętych na klawiaturze. Np. w rozmaitych systemach Microsoft Windows przytrzymany lewy klawisz Alt, przy wpisywaniu sekwencji kodowej cyfr 0149, wyświetli punktor •. Alternatywnie przyciśnięcie Alt, przy jednoczesnym naciśnięciu 7 na klawiaturze numerycznej (ang. keypad), powoduje w efekcie wyświetlenie kropki środkowej, która jest też stosowana jako zamiennik punktora.
Za to w GUI systemu Mac OS X jednoczesne naciśnięcie klawisza ⌥ Option i cyfry 8 wyświetli punktor, natomiast to samo w przypadku klawiszy ⇧ Shift+⌥ Option+9 wyświetli kropkę środkową.
Natomiast w GUI opartym na biblioteczce GTK+ (np. w oprogramowaniu często używanym w systemach typu Linux) możliwe jest użycie Unikodu wprost metodą ISO 14755-conformant hex unicode input system. Polega ona na naciśnięciu i przytrzymaniu klawiszy Ctrl+⇧ Shift, jednocześnie wpisując sekwencję znaków U2022, a następnie ich zwolnieniu. Alternatywnie w Linuksie/GTK+, naciskając jednocześnie klawisze  Ctrl+⇧ Shift+U, zwalniając je, następnie wpisując ciąg B7 i zatwierdzając go klawiszem ↵ Enter, wstawi się kropkę środkową.
W systemie składu tekstu LaTeX istnieje środowisko do wypunktowywania: itemize. Środowisko to można zagnieżdżać w sobie. Wtedy zmienia się znak punktora (kropka środkowa, asterysk itd), np.:
```
\begin
{
itemize
}

  
\item
 pierwszy punkt
  
\item
 drugi punkt
        
\begin
{
itemize
}

           
\item
 pierwszy podpunkt punktu drugiego
           
\item
 drugi podpunkt punktu drugiego
        
\end
{
itemize
}

  
\item
 punkt trzeci

\end
{
itemize
}

```

LaTeX dysponuje także analogicznym środowiskiem enumerate, w którym kolejne punkty są numerowane, i środowiskiem description, które umożliwia rozpoczynanie kolejnych punktów dowolnym tekstem.